# Distrito de Huancaspata
El distrito de Huancaspata es uno de los trece distritos de la Provincia de Pataz, ubicada en el Departamento de La Libertad, bajo la administración del Gobierno regional de La Libertad, en el norte del Perú.
Desde el punto de vista jerárquico de la Iglesia católica forma parte de la Prelatura de Huamachuco.

## Historia
Asegurada la independencia, la nueva demarcación territorial que promulgó Bolívar crea la provincia de Pataz con la fusión de  tres corregimientos: Pataz, Collay y Caxamarquina (este último hoy Bolívar). En ella se encontraba el territorio del actual distrito de Huancaspata.

## Geografía
Localizado a una altitud de 3 000 m s. n. m. de modo que le da un clima tan especial y con una temperatura moderada, debido a que está ubicada entre la puna y la zona cálida, contando así con una diversidad de productos agrícolas. Abarca una superficie de 247,48 km².

## Hitos urbanos
Con la construcción de la carretera de penetración hasta Uchiza se ha convertido en un centro principal del comercio debido a sus numerosos anexos o pueblos cercanos.

## Autoridades

### Municipales
- 2019 - 2022[2]
  - Alcalde: Santos Linder Salazar Vera, de Alianza para el Progreso.
  - Regidores:

  1. Elith Meza Cadillo (Alianza para el Progreso)
  2. Paulino Quezada Marreros (Alianza para el Progreso)
  3. Orlando Alcides Alvarado Cuenca (Alianza para el Progreso)
  4. Dinsay Miluska Roldán Huaraquispe (Alianza para el Progreso)
  5. Víctor Cruzado Roldán (Acción Popular)

Alcaldes anteriores
- 2011 - 2014:[3] Espíritu Hualcas Uzquiano, Partido Aprista Peruano (PAP).
- 2007 - 2010: Gualberto Carrera Flores, Movimiento Unidos por Pataz.

### Policiales
- Comisario: Mayor PNP.

## Festividades
La principal festividad, es ofrecida a la Virgen de la Natividad, patrona del pueblo, se celebra el 8 de septiembre como día principal. Esta festividad empieza el 5 de septiembre y se extiende hasta el 11, en cuyo lapso hay una actividad para cada día, desde recepción de invitados y visitantes, hasta muestras folclóricas de danzas, canciones, deportes, juegos y corridas de toros, además de las actividades religiosas como misas y procesiones. También en el mes de noviembre se celebra la festividad del santo moreno San Martín de Porres del 3 al 6, con mucha algarabía de bailes y mogigangas. 
Otro tipo de festividades se dan en los carnavales en el mes de febrero y la Navidad, cuya atracción son las pastoritas (grupo de niños/as que cantan y bailan al compás de flautas y tambores) y los pastorcillos (grupo de mayor cantidad de personas que cantan, bailan y dramatizan el nacimiento del Niño Jesús).

## Personajes
- Poetas: Álex Pimentel, Emerson Freddy Navarro Escudero, Abdias Ortega Rocío Ramos.
- Intelectuales: Wilmer Caldas, Artemio Miranda, QUIÑONES ARTIGA, ROGER y otros.

## Atractivos turísticos
- Piedra redonda
- El chorro
- El gallo
- Restos arqueológicos de Matica y Garhuash
- Laguna subterránea de Huilcayaco
- Restos arqueológicos de Chonta

- Restos arqueológicos de Carhuancho
- Restos  Arqueológicos de Cashajirca
- Restos arqueológicos de  Huarcayoj
- Llanuras de  Liclicpampa
- Las llanuras de punyaj
- Lagunas, Y OTROS